# Anomaluromorpha
Anomaluromorpha са малък подразред Гризачи, които наброяват само 9 вида от 4 таксономични рода. Представителите обитават Субсахарска Африка и в предни класификации са обединени в една група с гризачите от Sciuromorpha

## Класификация
- †Parapedetidae
- Pedetidae – Дългокраки
- Anomaluridae – Шипоопашати